# Indonézia az 1960. évi nyári olimpiai játékokon
Indonézia az olaszországi Rómában megrendezett 1960. évi nyári olimpiai játékok egyik részt vevő nemzete volt. Az országot az olimpián 8 sportágban 22 sportoló képviselte, akik érmet nem szereztek.

## Atlétika
Férfi
| Versenyző    | Versenyszám | Előfutam | Előfutam | Negyeddöntő | Negyeddöntő | Elődöntő | Elődöntő | Döntő   | Döntő    |
| Versenyző    | Versenyszám | Idő      | Hely.    | Idő         | Hely.       | Idő      | Hely.    | Idő     | Helyezés |
| ------------ | ----------- | -------- | -------- | ----------- | ----------- | -------- | -------- | ------- | -------- |
| Jootje Gozal | 100 m       | 10,9     | 4.       | kiesett     | kiesett     | kiesett  | kiesett  | kiesett | kiesett  |

## Kerékpározás

### Országúti kerékpározás
| Versenyző                                                     | Versenyszám     | Idő           | Helyezés      |
| ------------------------------------------------------------- | --------------- | ------------- | ------------- |
| Hendrik Brocks                                                | Mezőnyverseny   | nem ért célba | nem ért célba |
| Rusli Hamsjin                                                 | Mezőnyverseny   | nem ért célba | nem ért célba |
| Theo Polhaupessy                                              | Mezőnyverseny   | nem ért célba | nem ért célba |
| Muhammad Sanusi                                               | Mezőnyverseny   | nem ért célba | nem ért célba |
| Hendrik Brocks Rusli Hamsjin Theo Polhaupessy Muhammad Sanusi | Csapat időfutam | 2:34:29,98    | 26.           |

## Ökölvívás
| Versenyző     | Versenyszám | Selejtező                   | 32-es főtábla           | Nyolcaddöntő      | Negyeddöntő       | Elődöntő          | Döntő             | Helyezés |
| Versenyző     | Versenyszám | Ellenfél Eredmény           | Ellenfél Eredmény       | Ellenfél Eredmény | Ellenfél Eredmény | Ellenfél Eredmény | Ellenfél Eredmény | Helyezés |
| ------------- | ----------- | --------------------------- | ----------------------- | ----------------- | ----------------- | ----------------- | ----------------- | -------- |
| Salek Mahju   | Légsúly     | erőnyerő                    | Daniel Lee (GBR) · 0-5  | kiesett           | kiesett           | kiesett           | kiesett           | 17.      |
| Oei Hok Tiang | Harmatsúly  | erőnyerő                    | Peter Weiss (AUT) · 0-5 | kiesett           | kiesett           | kiesett           | kiesett           | 17.      |
| Johnny Bolang | Könnyűsúly  | Sandro Lopopolo (ITA) · 0-5 | kiesett                 | kiesett           | kiesett           | kiesett           | kiesett           | 33.      |

## Sportlövészet
Férfi
| Versenyző             | Versenyszám    | Selejtező | Selejtező | Selejtező | Döntő   | Döntő    |
| Versenyző             | Versenyszám    | Csoport   | Pont      | Helyezés  | Pont    | Helyezés |
| --------------------- | -------------- | --------- | --------- | --------- | ------- | -------- |
| Sanusi Tjokroadiredjo | Szabadpisztoly | A         | 328       | 28.       | kiesett | 57.      |

## Súlyemelés
| Versenyző      | Versenyszám | Nyomás                   | Nyomás                   | Szakítás | Szakítás | Lökés    | Lökés    | Összesen | Helyezés |
| Versenyző      | Versenyszám | Eredmény                 | Helyezés                 | Eredmény | Helyezés | Eredmény | Helyezés | Összesen | Helyezés |
| -------------- | ----------- | ------------------------ | ------------------------ | -------- | -------- | -------- | -------- | -------- | -------- |
| Tan Tjoe Gwat  | 56 kg       | 85,0                     | =16.                     | 90,0     | =10.     | 110,0    | =16.     | 285,0    | 17.      |
| Asber Nasution | 60 kg       | érvényes kísérlet nélkül | érvényes kísérlet nélkül | kiesett  | kiesett  | kiesett  | kiesett  | kiesett  | kiesett  |

## Úszás
Férfi
| Versenyző        | Versenyszám  | Előfutam | Előfutam | Előfutam | Elődöntő | Elődöntő | Elődöntő | Döntő   | Döntő    |
| Versenyző        | Versenyszám  | Idő      | Hely.    | Össz.    | Idő      | Hely.    | Össz.    | Idő     | Helyezés |
| ---------------- | ------------ | -------- | -------- | -------- | -------- | -------- | -------- | ------- | -------- |
| Achmad Dimyati   | 100 m gyors  | 59,1     | 5.       | 31.*     | kiesett  | kiesett  | kiesett  | kiesett | kiesett  |
| Zakaria Nasution | 400 m gyors  | 4:54,0   | 5.       | 34.      |          |          |          | kiesett | kiesett  |
| Zakaria Nasution | 1500 m gyors | 19:18,6  | 6.       | 22.      |          |          |          | kiesett | kiesett  |

* - egy másik versenyzővel azonos időt ért el

## Vitorlázás
Nyílt
| Versenyző                                  | Versenyszám     | Futam | Futam | Futam | Futam | Futam | Futam | Futam | Pontszám | Helyezés |
| Versenyző                                  | Versenyszám     | 1     | 2     | 3     | 4     | 5     | 6     | 7     | Pontszám | Helyezés |
| ------------------------------------------ | --------------- | ----- | ----- | ----- | ----- | ----- | ----- | ----- | -------- | -------- |
| Lie Eng Soei Leopold Kalesaran             | Repülő hollandi | 177   | (101) | 161   | 194   | 231   | 101   | 177   | 1041     | 28.      |
| Ashari Danudirdjo Josef Muskita Eri Sudewo | Sárkányhajó     | (101) | 171   | 117   | 101   | 101   | 134   | 171   | 795      | 26.      |

## Vívás
Férfi
| Versenyző         | Versenyszám       | Csoportkör | Csoportkör | Csoportkör        | Csoportkör | Csoportkör        | Csoportkör  | Csoportkör        | Csoportkör | Csoportkör        | Csoportkör | Helyezés    |
| Versenyző         | Versenyszám       | 1. kör | 1. kör     | 2. kör            | 2. kör     | Negyeddöntő       | Negyeddöntő | Elődöntő          | Elődöntő   | Döntő             | Döntő      | Helyezés    |
| Versenyző         | Versenyszám       | Ellenfél Eredmény | Hely.      | Ellenfél Eredmény | Hely.      | Ellenfél Eredmény | Hely.       | Ellenfél Eredmény | Hely.      | Ellenfél Eredmény | Hely.      | Helyezés    |
| ----------------- | ----------------- | --- | ---------- | ----------------- | ---------- | ----------------- | ----------- | ----------------- | ---------- | ----------------- | ---------- | ----------- |
| Andreas Soeratman | Párbajtőr, egyéni | 9. csoport · Ángel Roldán (MEX) · 5-2 · Alberto Balestrini (ARG) · 1-5 · Guram Kosztava (URS) · 0-5 · Rolf Wiik (FIN) · 0-5 · Mohamed Ramadan (LIB) · 2-5 · Jesús Díez (ESP) · nem vívtak | 6.         | kiesett           | kiesett    | kiesett           | kiesett     | kiesett           | kiesett    | kiesett           | kiesett    | helyezetlen |
| Jushar Haschja    | Kard, egyéni      | 11. csoport · Juan Paladino (URU) · 5-4 · Brian Pickworth (NZL) · 5-4 · Wojciech Zabłocki (POL) · 0-5 · Pierluigi Chicca (ITA) · 1-5 · Michael Amberg (GBR) · 1-5                         | 4.         | kiesett           | kiesett    | kiesett           | kiesett     | kiesett           | kiesett    | kiesett           | kiesett    | helyezetlen |

Női
| Versenyző     | Versenyszám | Csoportkör | Csoportkör | Csoportkör        | Csoportkör  | Csoportkör        | Csoportkör | Csoportkör        | Csoportkör | Helyezés    |
| Versenyző     | Versenyszám | 1. kör | 1. kör     | Negyeddöntő       | Negyeddöntő | Elődöntő          | Elődöntő   | Döntő             | Döntő      | Helyezés    |
| Versenyző     | Versenyszám | Ellenfél Eredmény | Hely.      | Ellenfél Eredmény | Hely.       | Ellenfél Eredmény | Hely.      | Ellenfél Eredmény | Hely.      | Helyezés    |
| ------------- | ----------- | --- | ---------- | ----------------- | ----------- | ----------------- | ---------- | ----------------- | ---------- | ----------- |
| Sioe Gouw Pau | Tőr, egyéni | 9. csoport · Gloria Colón (PUR) · 4-1 · Harriet King (USA) · 4-3 · Catherine Delbarre (FRA) · 0-4 · Alekszandra Zabelina (URS) · 0-4 · Helga Mees (EUA) · 3-4 · Danny van Rossem (NED) · nem vívtak | 4.         | kiesett           | kiesett     | kiesett           | kiesett    | kiesett           | kiesett    | helyezetlen |
| Zus Undapp    | Tőr, egyéni | 7. csoport · Nina Kleijweg (NED) · 0-4 · Antonella Ragno (ITA) · 0-4 · Marie Melchers (BEL) · 2-4 · Szabó Orbán Olga (ROU) · nem vívtak · Wanda Fukała-Kaczmarczyk (POL) · nem vívtak               | 6.         | kiesett           | kiesett     | kiesett           | kiesett    | kiesett           | kiesett    | helyezetlen |